# Willy Bouffier
Willy Bouffier (* 15. Dezember 1903 in Frankfurt am Main; † 26. Dezember 1969) war Professor und Rektor der Hochschule für Welthandel in Wien.

## Leben
Willy Bouffier wurde in Frankfurt am Main als Sohn eines Postmeisters geboren. 1923 beendete er das humanistische Gymnasium in Marburg und begann ein Chemiestudium an der Goethe-Universität in Frankfurt am Main. Dieses wechselte er aber schnell zugunsten eines wirtschaftswissenschaftlichen Studiums und wurde im Sommer 1926 Diplomkaufmann. Bereits ein Jahr später promovierte er zum Doktor der Staatswissenschaften. Zum 1. Januar 1928 wurde er Assistent von Karl Oberparleiter am Institut für Welthandelslehre an der Hochschule für Welthandel in Wien. 1933 habilitierte er dort mit „Die Grundlage des deutschen und österreichischen Bausparwesens“ und wurde außerordentlicher Professor. 1937 wurde er gerichtlich vereidigter Sachverständiger. Aus politischen Gründen musste er 1938 die Hochschule verlassen, seine Tätigkeit als Sachverständiger war davon, vorerst, nicht betroffen. Im Verlauf des Zweiten Weltkriegs wurde er 1942 zum Wehrdienst einberufen. 1943 verließ er die Wehrmacht krankheitsbedingt und musste stattdessen bei der Preisüberwachungsstelle in Wien arbeiten.
Mit Ende des Krieges konnte Bouffier 1945 wieder an die Hochschule zurückkehren und ein Jahr später wurde er dort ordentlicher Professor und Leiter des Instituts für industrielle Betriebslehre. Ebenfalls 1946 wurde er zum Wirtschaftsprüfer ernannt und war wieder als Gutachter für Gerichte tätig, als auch als Berater unterschiedlicher Wirtschaftszweige. Später wuchs aus dieser Tätigkeit seine Ernennung zum Kartellsachverständigen. 1949 wurde er zum Rektor der Hochschule für Welthandel und blieb dies bis 1951. 1951 wurde er Schriftleiter der Zeitschrift Der österreichische Betriebswirt.
1958 bis 1960 war er 1. Vorsitzender des Verbandes der Hochschullehrer für Betriebswirtschaft e. V., das erste Mal, dass dies eine Person außerhalb des Deutschen Reiches bzw. der Bundesrepublik Deutschland wurde. 1964 erhielt er das Österreichische Ehrenkreuz für Wissenschaft und Kunst I. Klasse. 1968 bis 1969 war er erneut für ein Studienjahr Rektor der Hochschule für Welthandel.

## Werke
- Die Verrechnungspreise als Grundlage der Betriebskontrolle und Preisstellung, Dissertation, Wien, Berlin 1928
- Die Klauseln im Kaufvertrag, Wien, 1928
- Die Grundlagen des deutschen und österreichischen Bausparwesens, Habilitation, Wien, Berlin 1932
- Einführung in die Betriebswirtschaftslehre, Wien 1946
- Die Bedeutung der Gliederung für die Aussagefähigkeit des Jahresabschlusses, 1957, ZfhF, S. 417–435